# Міссен-Вільгамс
Міссен-Вільгамс (нім. Missen-Wilhams) — громада в Німеччині, знаходиться в землі Баварія. Підпорядковується адміністративному округу Швабія. Входить до складу району Оберальгой. Складова частина об'єднання громад Вайтнау.
Площа — 34,96 км2. Населення становить 1448 ос. (станом на 31 грудня 2020).